# Bernhard Penner
Bernhard Penner (* 6. Mai 1890 in Neuteich (Westpreußen); † 7. Januar 1933 in Ragnit, Ostpreußen) war ein deutscher Verwaltungsjurist.

## Leben
Penners Vorfahren waren Mennoniten aus den Niederlanden, die sich große  Verdienste um die Entwässerung der versumpften Flussniederungen und den Bau von Deichen im östlichen Preußen erworben hatten.
Bernhard Penner, Sohn des Zuckerfabrikdirektors Heinrich Penner, besuchte das Gymnasium in Danzig. Nach dem Abitur studierte er an der Universität Grenoble, der Georg-August-Universität Göttingen und der Friedrich-Wilhelms-Universität zu Berlin Rechtswissenschaft. 1909 wurde er im Corps Bremensia recipiert. In drei Semestern zeichnete er sich als Consenior aus. An der Königlichen Universität zu Greifswald wurde er 1914 zum Dr. iur. promoviert, 1911 kam er als Referendar nach Putzig in Westpreußen. Im selben Jahr diente er als Einjährig-Freiwilliger beim Jäger-Regiment zu Pferde Nr. 2. Dort wurde er später Leutnant der Reserve. Ab 1914 Freiwilliger im Ersten Weltkrieg, erlitt er 1915 eine schwere Verwundung. Nach der Ausheilung kam er zur Zivilverwaltung im Generalgouvernement Belgien. Er Vertreter des Kommissars für den Stadt- und Landkreis Antwerpen. Als Ordonnanzoffizier der 38. Kavallerie-Brigade (38. Division (Deutsches Kaiserreich)) kam er im Oktober 1917 wieder an die Westfront (Erster Weltkrieg). Im September 1918 erlitt er eine schwere Gelbkreuzvergiftung.
1918 kam er zum Landratsamt Wiesbaden und 1919 zur Regierung in Danzig. Im selben Jahr wechselte er als Hilfsarbeiter und Regierungsassessor zum Landrat in Hannover und 1920 zum Polizeipräsidium in Königsberg. 1921 zunächst vertretungsweise mit der Verwaltung beauftragt, war er ab 1922 bis 1933 Landrat im Landkreis Tilsit-Ragnit. Er saß im Vorstand des Tilsiter Renn-Vereins. Mit 42 Jahren kam er durch einen Jagdunfall ums Leben. Nach seinem Wunsch wurde er an der Nordseite des Bismarckturms in Ober Eißeln beigesetzt. Verheiratet war er seit dem 3. Mai 1922 mit Freiin Reintraut geb. v. Sanden-Toussainen. Aus der Ehe gingen eine Tochter und zwei Söhne hervor.

## Ehrungen
- Eisernes Kreuz II. und I. Klasse
- Hanseatenkreuz (Hamburg)
- Landrat-Penner-Straße in Ragnit[9]